# Віктор Височанський
Віктор Височанський (24 березня 1939, с. Верхнє Висоцьке — 27 квітня 2023) — релігійний діяч, єпископ Варшавський Польсько-католицької церкви.

## Життєпис
Народився 24 березня 1939 року в селі Верхнє Висоцьке.
У 1956 році, під час акції переселення поляків з України, висланий на територію Польщі. Навчався в римсько-католицькій духовній семінарії, в населеному пункті Гміна Парадиж (сьогодні — Госьціково). Залишивши навчання в семінарії, перейшов у Польсько-католицьку церкву.
У 1960–1964 роках навчався в Християнської богословської академії у Варшаві, після закінчення якої навчався на факультеті права і адміністрації в університеті Миколи Коперника в Торуні і Варшавському університеті. У 1971–1972 — навчався на християнсько-католицькому факультеті Бернського університету.
2 лютого 1963 Віктор Височанський був висвячений на священика єпископом Максиміліаном Роде.
15 травня 1975 під час VI Синоду Польсько-католицької церкви обраний єпископом. 5 червня 1975 відбулося висвячення Віктора Височанського в сан єпископа.
У 1995 році був обраний єпископом Варшавської єпархії.